# 대한민국 상법 제288조
대한민국 상법 제288조는 발기인에 대한 상법 회사법의 조문이다. 상법 제3편 제4장 주식회사 제1절 설립에 포함되어 있다. 2001년 7월 24일 전문개정되었다. 

## 조문
제288조 (발기인) 주식회사를 설립함에는 발기인이 정관을 작성하여야 한다.

第288條(發起人) 株式會社를 設立함에는 發起人이 定款을 作成하여야 한다.

## 참고문헌
- 이기수, 최병규 공저, 회사법 : 상법강의 2, (주)박영사 2022.

## 같이 보기
- 발기인
- 정관